# 頓斯凱 (辛菲羅波爾區)

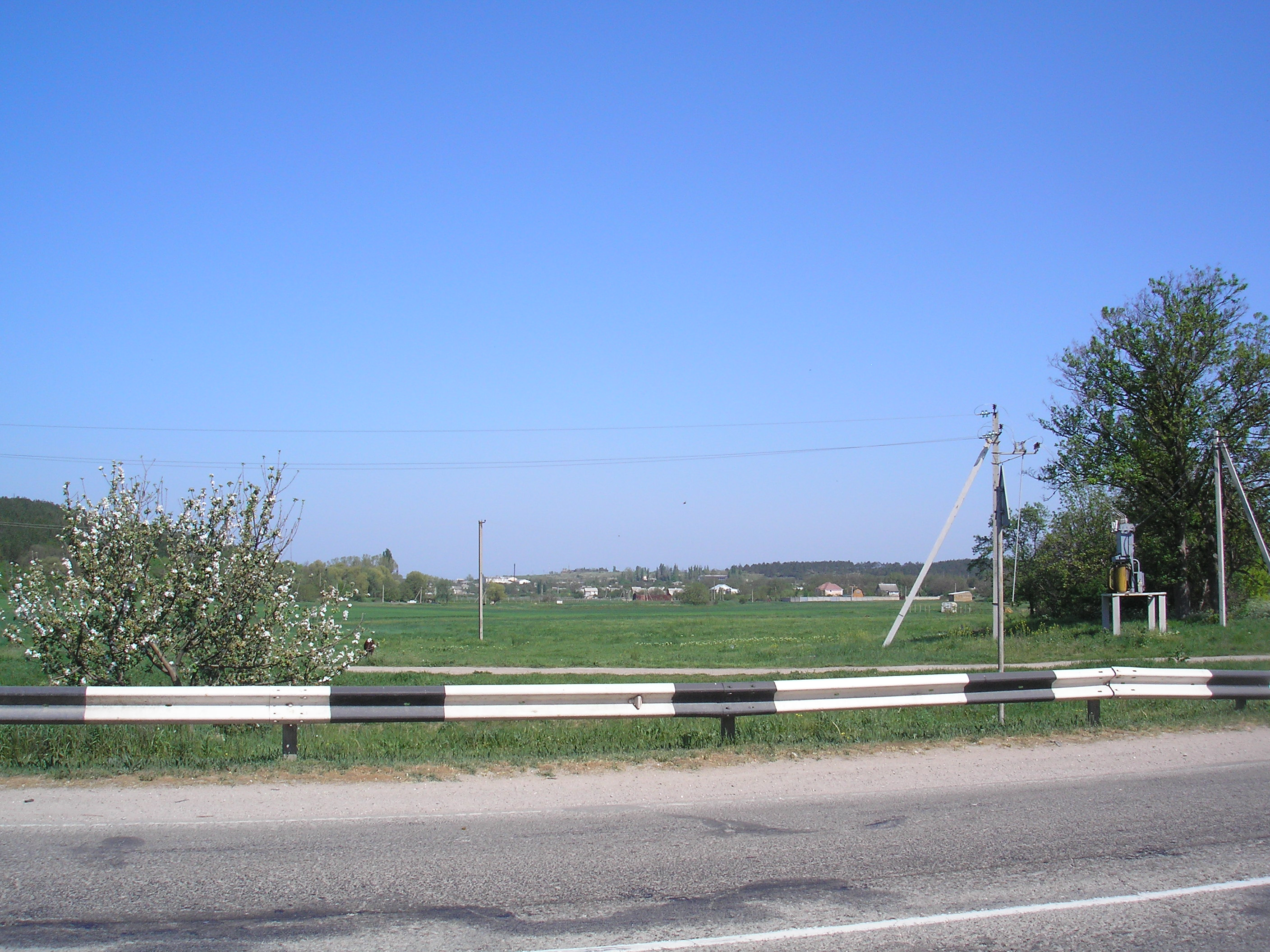

頓斯凱（烏克蘭語：Донське），是烏克蘭的城鎮，位於克里米亞，由辛菲羅波爾區負責管轄，距離辛菲羅波爾15公里，面積10平方公里，海拔高度275米，2014年人口1,997。
45°2′32″N 34°12′57″E / 45.04222°N 34.21583°E